# Joseph Oudeman
Joseph John Oudeman O.F.M.Cap. (Breda, 2 maart 1942) is een Nederlands geestelijke en een hulpbisschop van de Rooms-Katholieke Kerk, werkzaam in Australië.
Oudeman groeide op in Breda. In 1956 emigreerden zijn ouders met hun gezin naar Australië. Daar zette Oudeman zijn in Nederland al begonnen opleiding aan het kleinseminarie voort. In 1963 trad hij in bij de minderbroeders Kapucijnen. Hij werd op 29 juni 1966 priester gewijd. Daarna vervolgde hij zijn opleiding aan de Gregoriaanse universiteit in Rome.
Terug in Australië werd Oudeman docent aan de theologische opleiding in Hunters Hill (New South Wales). In 1987 werd hij gekozen als Provincial Minister van zijn orde.
In 1997 verhuisde Oudeman naar het aartsbisdom Brisbane. Daar kreeg hij de verantwoordelijkheid voor de Nederlandse immigranten en (in 2001) voor de etnische gemeenschap. Op 30 november 2002 werd hij benoemd tot hulpbisschop van Brisbane en tot titulair bisschop van Respecta. Zijn bisschopswijding vond plaats op 11 februari 2003. Als motto koos hij de lijfspreuk van Franciscus van Assisi: Pax et bonum, Vrede en alle goeds.
Oudeman ging op 28 maart 2017 met emeritaat.